# Sylvain Guintoli

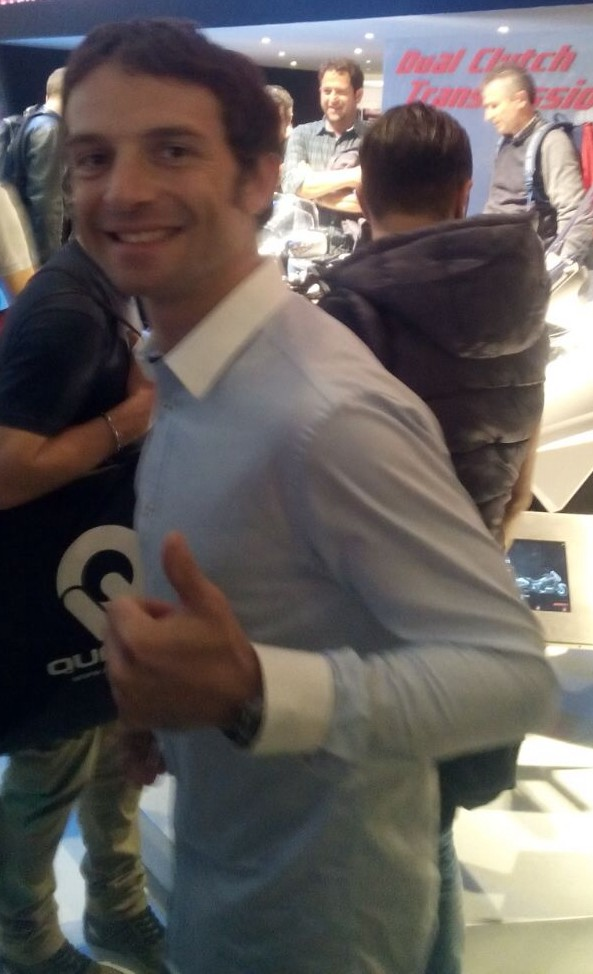
Sylvain Guintoli 2014

Sylvain Guintoli (Montélimar, 24 juni 1982) is een Frans motorcoureur die uitkomt in het Brits kampioenschap superbike.

## Loopbaan
Guintoli begon zijn motorsportloopbaan in 1994 met brommerraces om in 1998 over te stappen naar het nationale kampioenschap 125 cc. In 2000 won Guintoli het open Franse kampioenschap in de 250 cc-klasse en maakte hij met een wildcard zijn opwachting in het wereldkampioenschap wegrace. Bij de Grand Prix-wegrace van Frankrijk kwam hij in de 250 cc-klasse aan de start, maar wist echter niet te finishen. In 2001 maakte Guintoli de overstap naar het wereldkampioenschap en kwam op een Aprilia uit in de 250 cc-klasse voor het team Equipe de France. In zijn eerste seizoen behaalde Guintoli met 44 punten een veertiende plaats in het kampioenschap. Zijn beste klassering was een vierde plaats tijdens de TT Assen.
Na zijn debuutseizoen werd Guintoli gecontracteerd als testrijder voor het Gauloises Yamaha Tech 3-team en maakte in 2002 tijdens de Grand Prix-wegrace van Tsjechië zijn debuut in de MotoGP-klasse op een tweetakt Yamaha. Een jaar later keerde hij echter terug naar de 250 cc's en wist tijdens de TT Assen een derde plaats te veroveren. In het algemeen klassement van 2003 werd hij met 101 punten tiende. In de daarop volgende jaren eindigde hij als privérijder tussen plek negen en veertien in het eindklassement.
Als gevolg van zijn constante optredens maakte Guintoli in 2007 de overstap naar het Dunlop-Yamaha-team in de MotoGP-klasse. Ondanks de mindere Dunlopbanden liet Guintoli in de trainingen vaak snelle tijden noteren. Met een vierde plaats in Japan en vijftig punten totaal werd Guintoli uiteindelijk zestiende in het eindklassement en eindigde daarmee voor zijn ervaren teamcollega Makoto Tamada. In 2008 maakte Guintoli de overstap naar Ducati. Met deze motor behaalde hij 67 punten en eindigde op een dertiende plaats in het klassement.
Het contract van Guintoli met Ducati werd na dat seizoen niet verlengd. Guintoli maakte voor het seizoen 2009 de overstap naar het Brits kampioenschap superbike om daar uit te komen voor het Crescent Suzuki-team op een Suzuki GSX-R1000. Zijn eerste race die op Brands Hatch werd verreden wist hij gelijk te winnen. In de tweede omloop werd hij tweede. Na twee derde plaatsen tijdens het tweede raceweekend, kwam Guintoli tijdens de opwarmronde van het derde weekend in aanvaring met Joshua Brookes en brak daarbij zijn scheen- en kuitbeen. Hij was gedwongen een groot deel van het seizoen te revalideren. Na zijn terugkeer kon hij zijn resultaten aan het begin van het seizoen echter niet evenaren. Hij eindigde uiteindelijk als achtste met 147 punten.

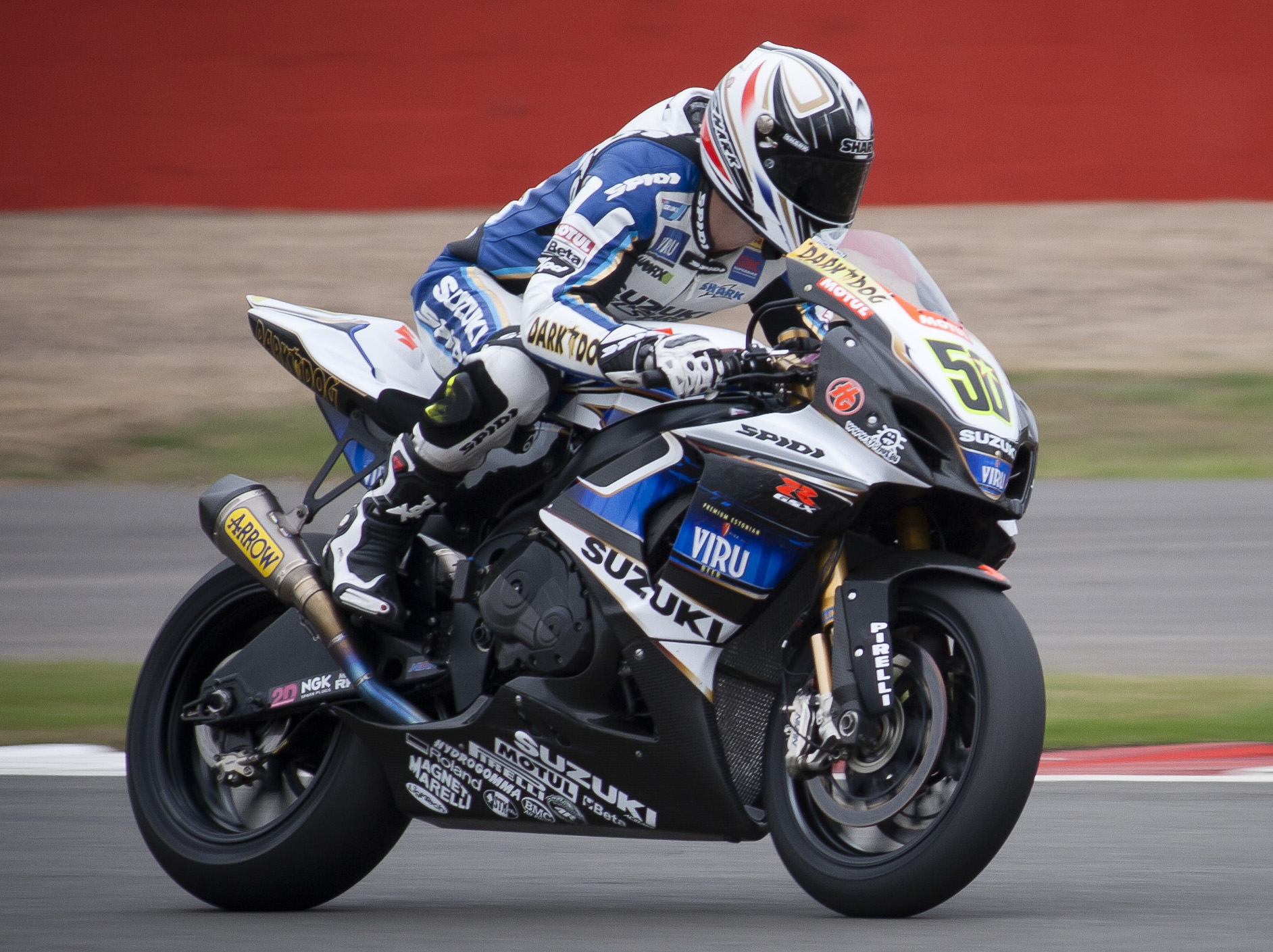
Sylvain Guintoli in 2010

Na één seizoen in het Brits kampioenschap kwam Guintoli in 2009 uit in het wereldkampioenschap superbike voor het Suzuki fabrieksteam Alstare. In zijn debuutseizoen werd Guintoli zevende in het algemeen klassement. Ook in 2010 en 2011 behaalde hij met een zesde en zevende plaats vergelijkbare resultaten. In 2013 maakte Guintoli de overstap naar Aprilia en wist met deze motor gelijk de eerste race in Australië te winnen. Dit bleek een opmaat voor een succesvol seizoen te zijn. Hoewel hij geen verdere races wist te winnen, stond Guintoli zeven maal als tweede en zes maal als derde op het podium. Uiteindelijk werd hij derde in het algemeen klassement.

## Statistiek
Resultaten in het wereldkampioenschap wegrace
| Seizoen | Klasse | Motor   | Races | Overw. | Podium | Poles | Ptn | Pos |
| ------- | ------ | ------- | ----- | ------ | ------ | ----- | --- | --- |
| 2000    | 250 cc | Honda   | 1     | 0      | 0      | 0     | 0   | –   |
| 2001    | 250 cc | Aprilia | 16    | 0      | 0      | 0     | 44  | 14e |
| 2002    | MotoGP | Yamaha  | 1     | 0      | 0      | 0     | 0   | –   |
| 2003    | 250 cc | Aprilia | 15    | 0      | 1      | 0     | 101 | 10e |
| 2004    | 250 cc | Aprilia | 16    | 0      | 0      | 0     | 42  | 14e |
| 2005    | 250 cc | Aprilia | 16    | 0      | 0      | 0     | 84  | 10e |
| 2006    | 250 cc | Aprilia | 16    | 0      | 0      | 0     | 96  | 9e  |
| 2007    | MotoGP | Yamaha  | 18    | 0      | 0      | 0     | 50  | 16e |
| 2008    | MotoGP | Ducati  | 18    | 0      | 0      | 0     | 67  | 13e |
| 2011    | MotoGP | Ducati  | 1     | 0      | 0      | 0     | 0   | –   |